# Prins Henrik, hertig av Cumberland och Strathearn
Prins Henrik Fredrik (engelska: Henry Frederick), hertig av Cumberland och Strathearn, född 7 november 1745 på Leicester House i London, död 18 september 1790 på Cumberland House, var en medlem av det brittiska kungahuset.
Han var son till prins Fredrik Ludvig, prins av Wales (1707–1751) och Augusta av Sachsen-Gotha (1719–1772) och därmed sonson till kung Georg II och bror till kung Georg III.
Han gifte sig i London 1771 med lady Anne Luttrell (1743–1808). Äktenskapet var barnlöst.